# 阿扎姆号
阿扎姆号（阿拉伯语：عزام）是德国乐顺造船厂建造的一艘私人豪华超级游艇，其拥有者是时任阿拉伯联合酋长国总统的哈利法·扎耶德。阿扎姆号长180米（590英尺），宽20.8米，凭借其惊人的尺寸，2013年下水后超越日蚀号，成为了世界上最长的游艇，并将该记录保持至今。

## 拥有者
阿扎姆号的第一任拥有者是阿拉伯联合酋长国总统哈利法·扎耶德，直至其2022年去世。目前该游艇的状态被标注为“可租赁”，却并未写明具体的租用价格。而事实上阿扎姆号并不对外租赁，这类似于俄罗斯寡头阿布的私人豪华游艇日蚀号，标注为“可租赁”很可能只是一种规避欧盟财产税的方式。

## 图集

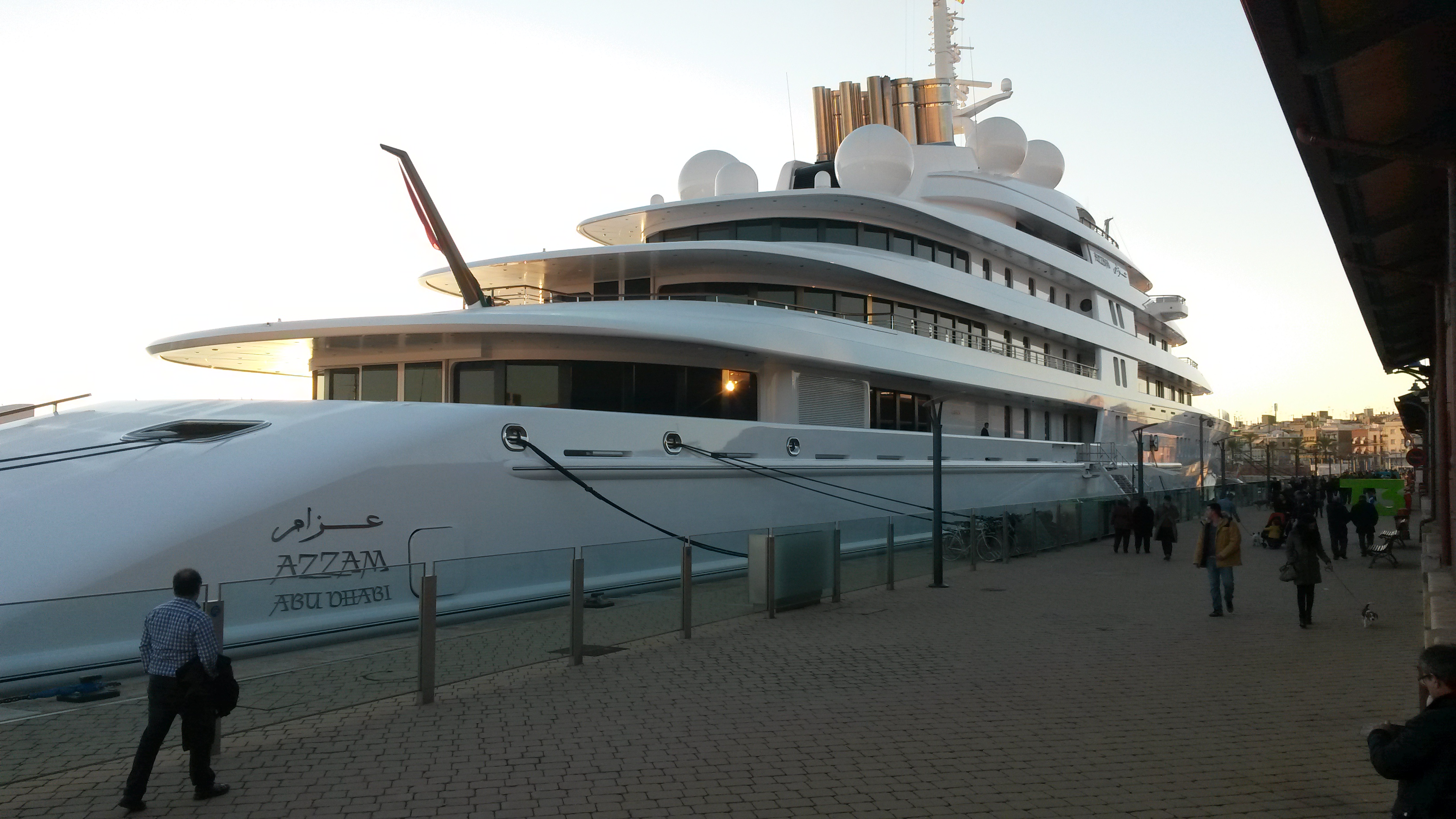
阿扎姆号停靠在西班牙塔拉戈纳，摄于2014年
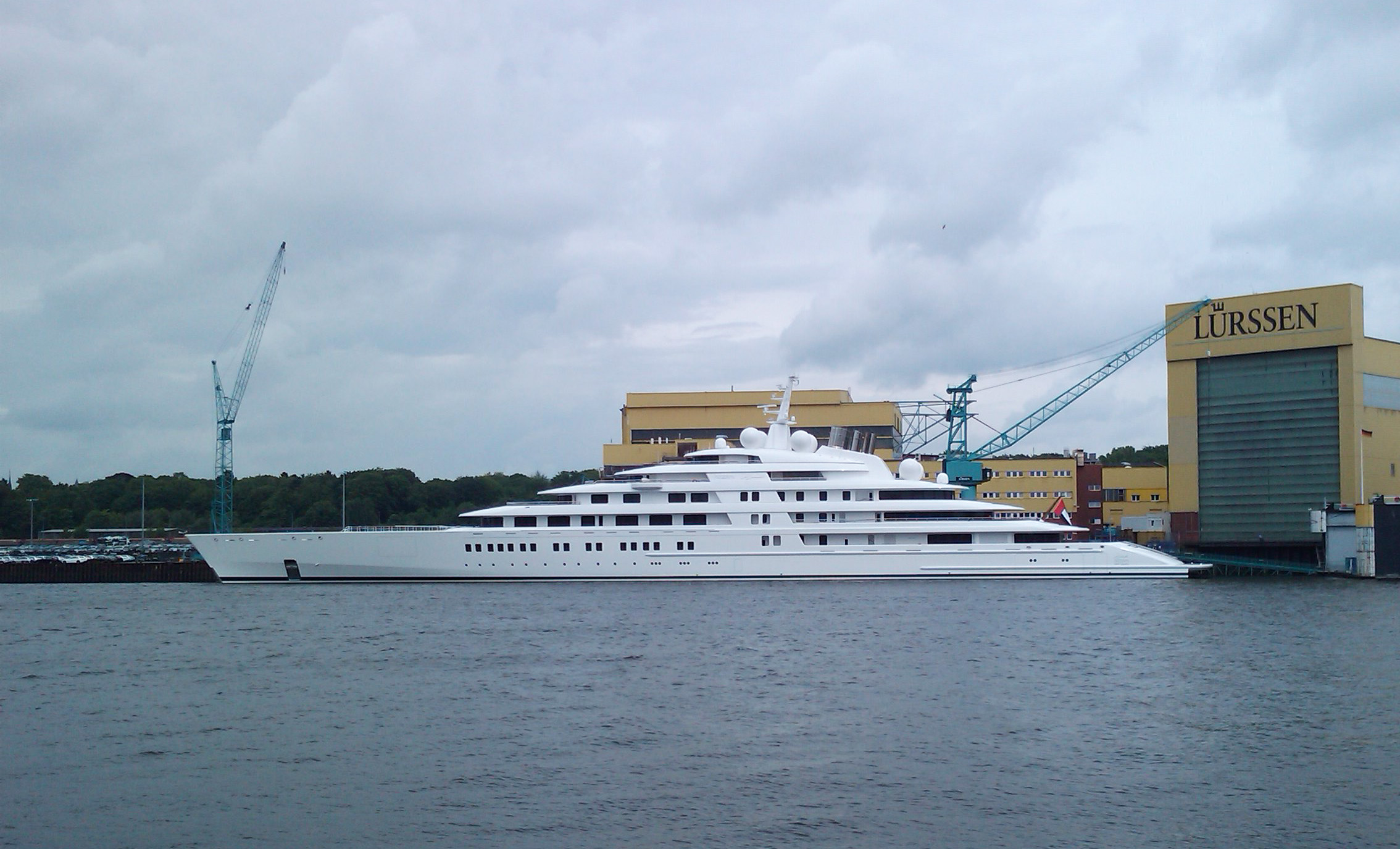
阿扎姆号位于不来梅的乐顺造船厂，摄于2014年
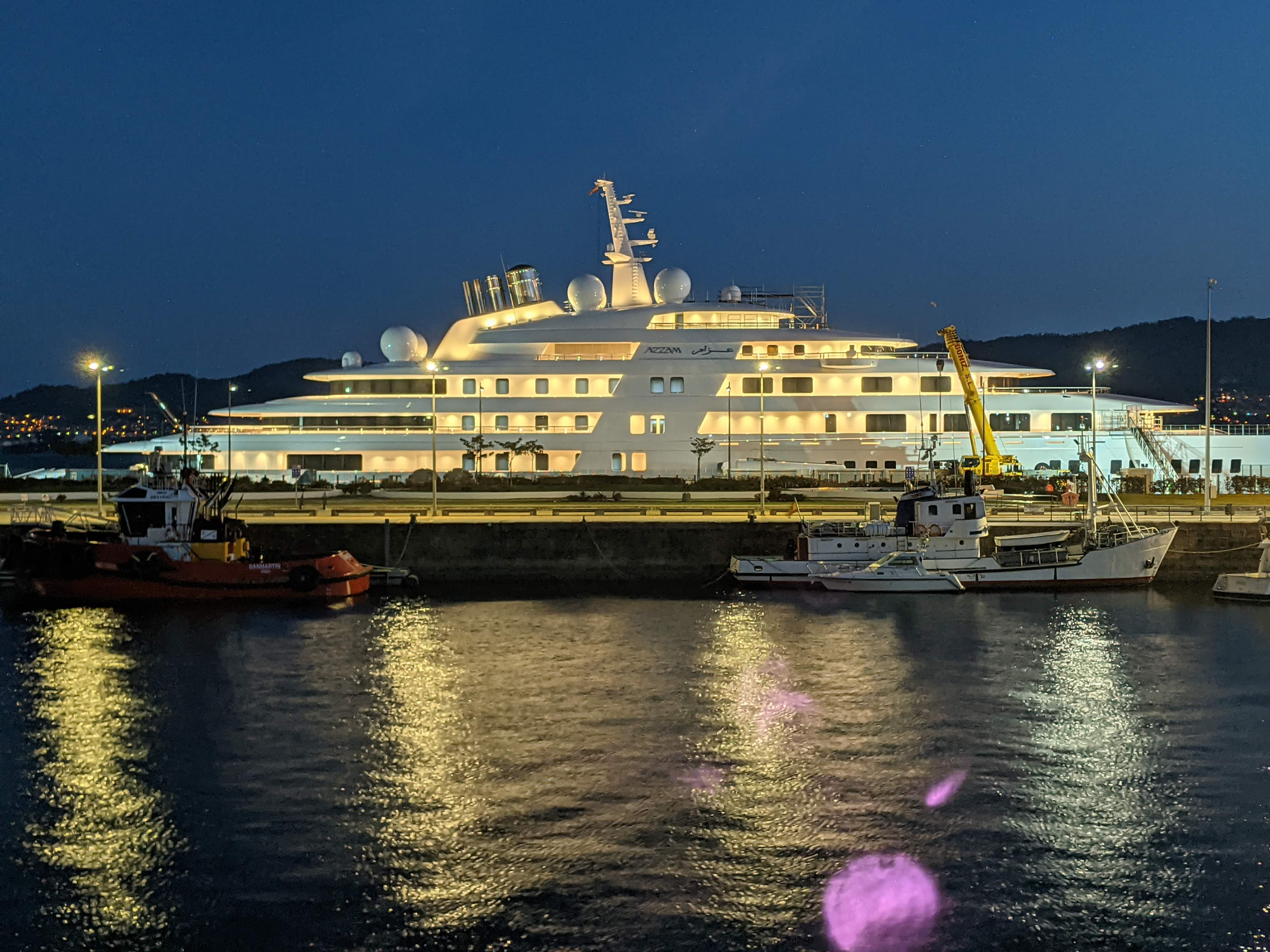
阿扎姆号停靠在西班牙维戈，摄于2021年